# Mary Buckland
Mary Morland Buckland (20 de noviembre de 1797 - 30 de noviembre de 1857) fue una paleontóloga, bióloga marina e ilustradora  inglesa.

## Familia e infancia

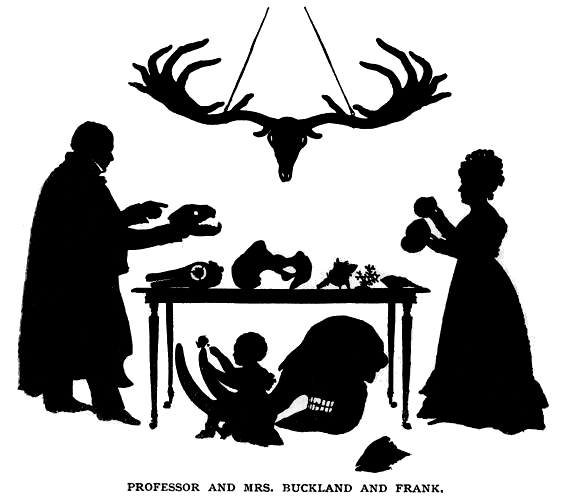
Buckland Silueta familiar

Buckland nació en 1797 en Sheepstead House, Abingdon-on-Thames, su padre fue Benjamin Morland, un abogado. Su madre, Harriet Baster Morland, murió cuando ella era bebé, y su padre se volvió a casar, formando una gran familia de medio hermanos y hermanas. Se educó en Southampton y pasó una parte de su infancia bajo el cuidado de Sir Christopher Pegge, profesor de anatomía en Oxford, y junto con su esposa que apoyaba los intereses científicos de Buckland.
En plena juventud se sintió interesada por los estudios realizados por Georges Cuvier y le proporcionó especímenes e ilustraciones. Buckland se dio a conocer como una mujer con tendencia científica, que ayudó a Conybeare, Cuvier y, pronto, a William Buckland, que se convertiría en su pareja.

## Matrimonio
Según Caroline Fox, Buckland conoció a su marido William Buckland de la siguiente manera: 

Ambos viajaban por Dorsetshire y cada uno leía un nuevo y prestigioso tomo del naturalista francés Georges Cuvier. Se embarcaron en una conversación, cuya deriva fue tan peculiar que el Dr. Buckland exclamó, "Usted debe ser la Srta. Morland, a quien voy a entregarle una carta de presentación." Él tenía razón, y ella pronto se convirtió en Mrs Buckland..
Elizabeth Gordon

En 1825 se casó con Buckland, quien más tarde se convirtió en Decano de Westminster. Su luna de miel fue un viaje de exploración geológica que duró un año, incluyendo visitas a geólogos y emplazamientos geológicos de toda Europa. Tuvieron nueve hijos e hijas, incluyendo a Frank Buckland y autor de Elizabeth Oke Buckland Gordon. Estos conocieron las colecciones de fósiles de sus padres desde una edad temprana y, a la edad de 4 años, Frank podía identificar con éxito las vértebras de un ichthyosaurus. Buckland apoyó las actividades de su cónyuge, a la vez que equilibró su tiempo para contribuir en la educación de su hijos. También dedicó su tiempo a promover la educación en las aldeas. Durante su matrimonio su deseo de dedicarse a la ciencia fue limitado debido a que su marido desaprobaba que las mujeres realizaran actividades científicas.
Su hijo mayor, Frank, dijo lo siguiente sobre su madre por su contribución al trabajo de Buckland:
"No sólo era una respetuosa, amable y excelente compañera de mi padre; pero al estar naturalmente dotada de grandes poderes mentales, hábitos de perseverancia y orden, atemperada por un excelente juicio, ella ayudó materialmente a su marido en sus labores literarias, y a menudo les daba un pulido que añadía no poco a su mérito.... No sólo con su pluma prestó ayuda material, sino que su talento natural en el uso de su lápiz le permitió dar ilustraciones precisas y dibujos terminados.... También fue particularmente inteligente y ordenada en el trabajo de reparación de los fósiles dañados.... También tuvo como ocupación hacer el trabajo de identificar a los ejemplares".

Vida adulta
En 1842 William Buckland enfermó y su salud mental comenzó a deteriorarse, fue enviado al Asilo Mental John Bush en Chapham, Londres. Poco después, Mary Buckland se retiró a St. Leonard's- on Sea, y siguió mostrando su interés por los estudios de su marido.  Murió el 30 de noviembre de 1857 en Leonards, Sussex, y fue enterrada en Islip, Oxfordshire. Buckland recopiló una vasta colección de fósiles y otros especímenes y fue profesora en una escuela de la aldea de Islip, cerca de la casa de campo de la familia.

## Carrera

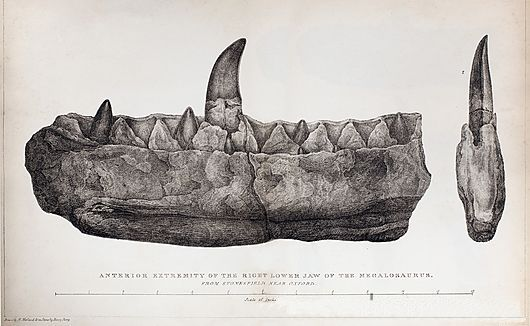
Extremidad anterior de la mandíbula inferior derecha del Megalosaurus dibujado por Mary Buckland

Buckland comenzó su carrera en la adolescencia realizando ilustraciones y proporcionando especímenes para George Cuvier, considerado como el fundador de la paleontología, así como para el geólogo británico William Conybeare.. Hizo maquetas de fósiles y etiquetó fósiles para el Museo de Historia Natural de la Universidad de Oxford, Estudió zoofitos marinos y reparó fósiles rotos siguiendo las instrucciones de su marido.
Buckland colaboró mucho con su marido escribiendo mientras él dictaba, editando, produciendo ilustraciones elaboradas para sus libros, tomando notas de sus observaciones y escribiendo ella misma gran parte de ellas. Sus habilidades como artista se exhiben en la obra Reliquiae diluvianae de Mr. Buckland, publicada en 1823, y en su Geología y Mineralogía en 1836. Su hijo notó que ella era particularmente "hábil e inteligente en reparar fósiles" con cimentaciones especiales, y en ayudar a los experimentos de William Buckland para reproducir huellas de fósiles y muchos otros. Ella le ayudó cuando se le encargó que contribuyera con un volumen al Bridgewater Treatises. 
Aunque Buckland estaba mal de salud después de la muerte de su marido, continuó con su trabajo y desarrolló su propia investigación analizando micro formas de vida marina a través de un microscopio, con su hija Carolin, y la organización de una gran colección de zoófitos y esponjas, que recogió durante sus visitas a las islas del Canal de la Mancha de Guernsey y Sark con su marido. Gran parte de sus reconstrucciones fósiles se encuentran en el Museo de Historia Natural de la Universidad de Oxford.